# Luther College
Luther College es una universidad privada de artes liberales ubicada en Decorah, Iowa, Estados Unidos de América. Fue establecida como un seminario luterano en 1861 por inmigrantes noruegos. Ahora la universidad es una institución académica de la Iglesia Evangélica Luterana de los Estados Unidos.

## Historia

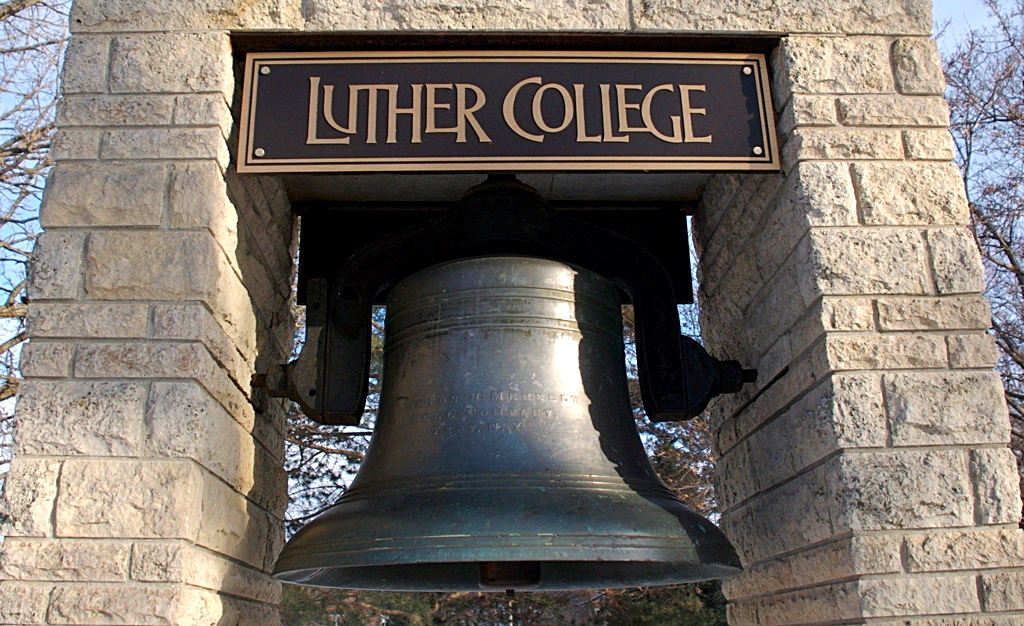
Campana de la universidad en el centro del campus

El 10 de octubre de 1857, la Iglesia Evangélica Luterana Noruega (NELC) creó una universidad para proveer pastores protestantes para congregaciones noruegas en el Medio Oeste. Hasta el establecimiento de la universidad en 1861, los estudiantes se formaban en el seminario de Concordia en San Luis, Misuri. El 14 de octubre de 1859, el reverendo Peter Laurentius Larson fue nombrado profesor por el NELC de los estudiantes noruegos en Concordia.
Al cerrarse el seminario en abril de 1861 y al comienzo de la guerra civil, el NELC decidió crear su propia universidad ese otoño en una casa parroquial ubicada en Halfway Creek, Wisconsin, un poco al norte de La Crosse y cerca de Holmen. El 1 de septiembre de 1861, las clases empezaron oficialmente con 16 alumnos matriculados. El siguiente año, las clases se mudaron a Decorah, Iowa, y el pastor Ulrik Vilhelm Koren de NELC organizó con éxito la mudanza y el asentamiento permanente de la universidad.
En 1866, un grupo de estudiantes firmó una “declaración de derechos” que criticó el horario estricto, las reglas sobre ir al centro de la ciudad, la falta de ventanas en algunos dormitorios y los quehaceres de cortar madera y lustrar zapatos. La “declaración de derechos” concluyó que “no había libertad suficiente”. El líder del grupo, Rasmus Anderson, que tenía 18 años, fue expulsado. Después, el suceso fue considerado un acto de rebelión y “el peor de los pecados”, por los pastores protestantes congregados en un congreso pastoral.
En 1905, Dr. Carlo A Sperati, graduado de Luther College en 1888, se hizo el director de música de la universidad y desarrolló la banda de Luther, la cual fue fundada en 1878, basada en el ejemplo del conjunto de vientos liderado por John Philip Sousa. Con Sperati, la banda empezó a irse de gira en Europa unas veces, con el primer viaje en 1914, y ganó aclamación internacional por su talento musical. Sperati siguió como miembro del profesorado hasta su muerte en 1945.
En 1932, la universidad abandonó el estudio obligatorio de los clásicos y aceptó la idea moderna de la educación de artes liberales. Por restricciones financieras de la Gran Depresión, la universidad decidió admitir a las mujeres como estudiantes en 1936. Durante la década de los 60, la universidad construyó algunos edificios nuevos en el campus y adoptó el horario de semestres de cuatro meses.
En 1964, la colección del museo fue separada de la universidad y se fundó como el Museo Noruego-Estadounidense.  Ahora se llama Vesterheim Norwegian-American Museum, y es el más grande y extenso de los Estados Unidos dedicado a un solo grupo inmigrante. Nordic Fest, que empezó en 1967, nació de la celebración anual del Día de la Constitución Noruega por el Club de Mujeres de Luther College.

## Campus

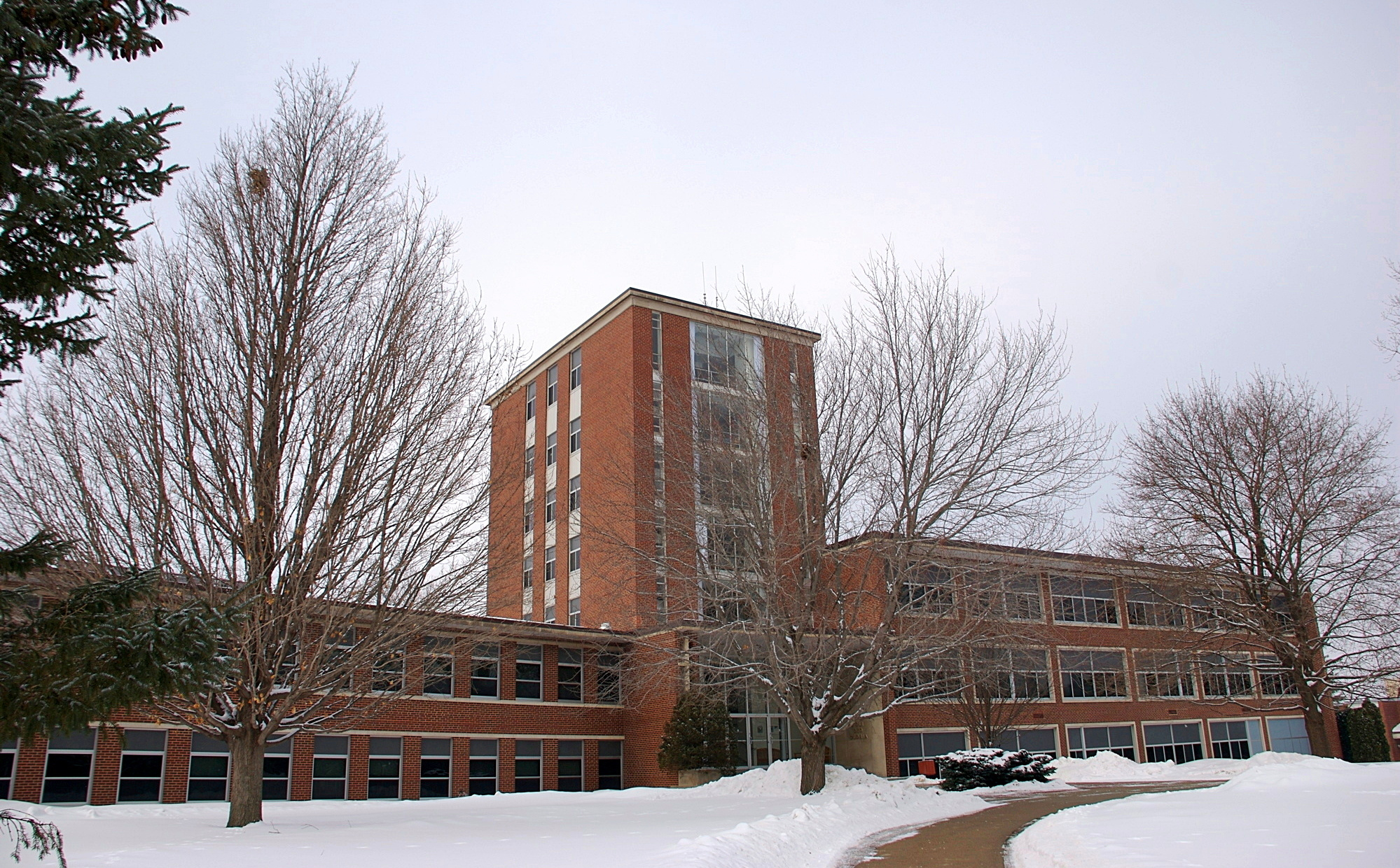
El edificio de humanidades Main Building

Luther está ubicada en el borde de Decorah, un pueblo pequeño y con colinas situado en la región “Driftless” en el medio oeste de los Estados Unidos. El campus central mide casi 200 acres (81 hectáreas) y el Río Upper Iowa fluye a través del valle en la parte oeste del campus. La universidad se encarga de otros 800 acres (320 hectáreas) de tierra junto al campus, que se dedica a la investigación ambiental, el estudio biológico y la recreación.
Las viviendas estudiantiles de Luther incluyen las residencias de Miller, Dieseth, Ylvisaker, Farwell, Brandt, Larsen y Olsen, y también hay unas casas, viviendas adosadas y apartamentos. El 90 por ciento de los estudiantes vive en el campus durante sus cuatro años.
Empezando en el año 2000, la universidad inició algunos proyectos para mejorar sus edificios. En 2006, se completaron las renovaciones de las residencias estudiantiles y Dahl Centennial Union y la construcción de los laboratorios Sampson Hoffland como extensión de Valders Hall of Science se completó en 2008.
El Center for Faith and Life es la instalación más grande para las artes escénicas en la universidad.

## Estudios

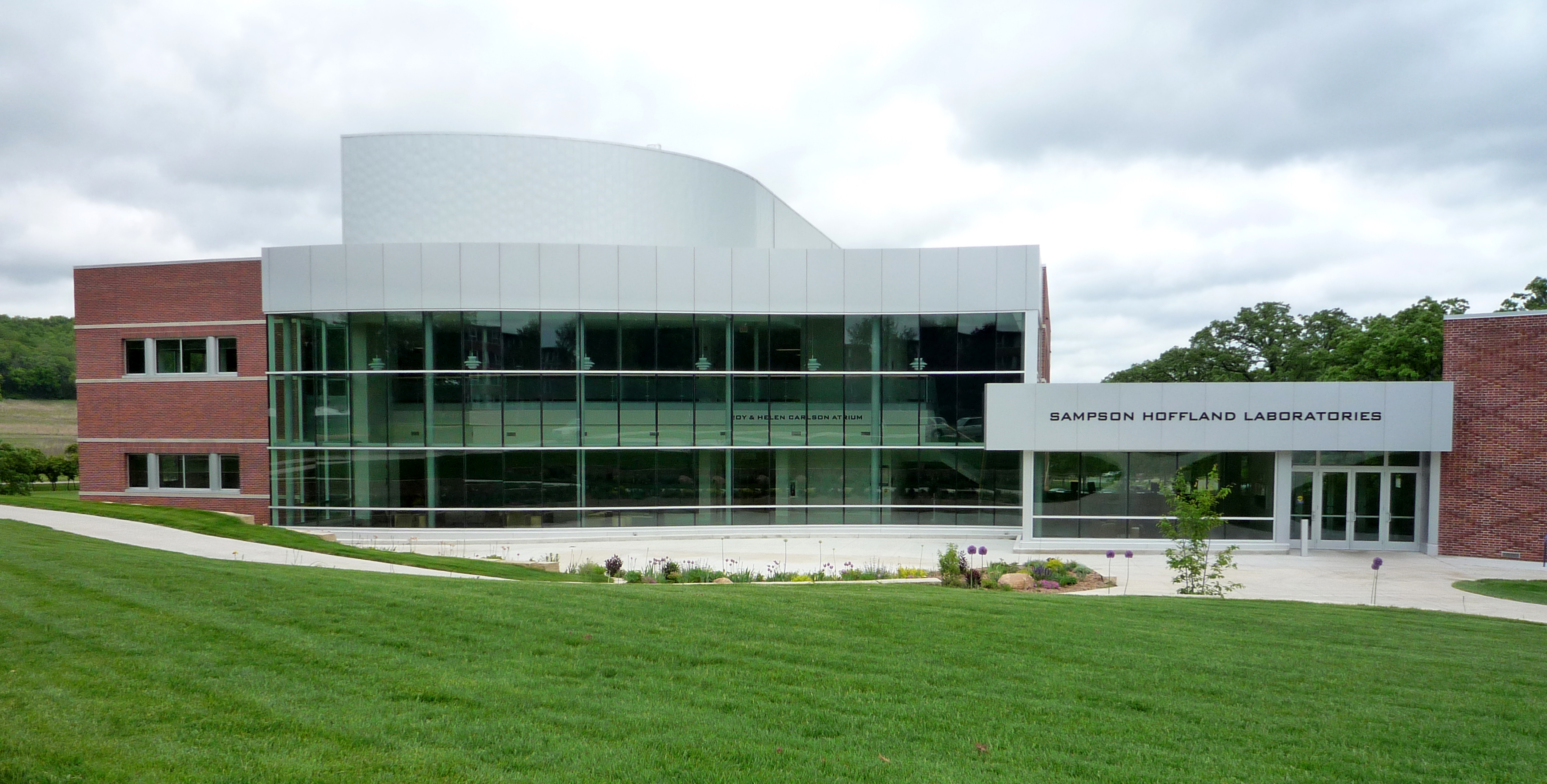
los laboratorios Sampson-Hoffland

Luther College es una universidad de pregrado. Matriculó a 2.337 estudiantes y contrató a 177 profesores a tiempo completo durante el año escolar 2015-2016. Es una universidad acreditada por el Higher Learning Commission del North Central Association of College and Schools. Luther también es socio de las Associated Colleges of the Midwest (ACM) y el Annapolis Group.
Según un informe de U.S. News and World Report de 2016, Luther se clasifica como la universidad número 90 entre universidades de artes liberales.
En 2015, 624 estudiantes de primer año se inscribieron en Luther. El 31 por ciento de estos estudiantes clasificaron en el 10 por ciento más alto de su clase del colegio. El promedio de sus notas escolares era 3,7 de 4 puntos y el rango de las calificaciones del examen ACT era 23-29. El costo de la matrícula y entrada es 40.710 dólares en el año escolar 2017-2018 y el 98 por ciento de los estudiantes reciben becas de la universidad por necesidad económica o por mérito.

## Música
Luther tiene varias organizaciones de música que van de gira y venden grabaciones por todo el mundo. El Nordic Choir, Concert Band, Symphony Orchestra, y Jazz Orchestra son los cuatro conjuntos musicales de gira. Han tocado en varios de los mayores auditorios y centros de música de Europa tanto como Rusia, China, Japón, México, Brasil, y por el Caribe. Aproximadamente el 40 por ciento de los estudiantes participan en por lo menos uno de los seis coros, tres orquestas y dos conjuntos de Jazz. “Christmas at Luther”, el concierto anual de Navidad de Luther, se transmite en televisión por todo el país cada año.  La emisiόn de audio de este concierto se actualiza cada año, y la versión profesional de televisión se actualiza cada cuatro años.
Mucha de la herencia musical de la universidad se atribuye a la influencia de dos individuos que trabajaron muchos años en la institución. El doctor Carlo A. Sperati, graduado en 1888 y que pasó 40 años como profesor de música, empezό a desarrollar la tradición musical luterana en 1905 y convirtió el Concert Band de Luther College en uno de los primeros conjuntos musicales de gira nacional.
Lo que fundó Sperati lo continuó Weston Noble ‘43, estudiante de Sperati. Después de servir tres años en el ejército de los EE. UU. en la II Guerra Mundial, Noble volvió a su alma mater para dirigir el Concert Band, el Nordic Choir, los conciertos navideños de El Mesías de George Frederic Handel, y para enseñar en el departamento de música. Las bandas de Noble, las cuales dirigió hasta 1973, y los coros fueron de gira de costa a costa e hicieron apariciones internacionales. Los conjuntos dirigidos por Noble representaron conciertos individuales en lugares como el Lincoln Center y Town Hall en la ciudad de Nueva York; el Kennedy Center en Washington D. C.; el Mormon Tabernacle en Salt Lake City; el Dorothy Chandler Pavilion y Walt Disney Concert Hall en Los Ángeles; Orchestra Hall en el Symphony Center en Chicago; Orchestra Hall y State Theater en Minneapolis; y el Ordway Center para las artes escénicas en Saint Paul. Bajo la dirección de Noble, los conjuntos de Luther también tocaron en catedrales históricas y salas de conciertos por toda Europa, Rusia y Escandinavia, además de aparecer en los programas de muchos congresos nacionales de la asociación de American Bandmasters, la asociación de American Choral Directors, y el congreso nacional de Music Educators.
Se destaca el Nordic Choir en el filme The Joy of Bach y en cuatro emisiones internacionales cada semana de The Power Hour de la Crystal Cathedral en Garden Grove, California. Weston Noble se jubiló al final del curso académico del 2005 habiendo trabajado sin interrupción por 57 años, de 1948 a 2005.
El Nordic Choir, que se va de gira internacionalmente, es uno de los seis conjuntos corales de la universidad. El Collegiate Choir es un coro mixto compuesto de estudiantes del tercer y cuarto año. El Cathedral Choir es un coro mixto compuesto exclusivamente de los estudiantes de segundo año. Aurora (conocido antiguamente como Pike Kor, que es noruego para “coro de mujeres jóvenes”) y Norsemen son coros compuestos completamente de estudiantes del primer año. Cantorei es un coro de mujeres que atrae miembros de todos los años, principalmente de estudiantes de segundo a cuarto año. Además de los seis coros, los estudiantes tienen oportunidades con Collegium Musicum y Vocal Jazz Ensemble. Collegium Musicum se especializa en la música de los periodos medieval, renacentista y barroco. El conjunto se concentra más en obras instrumentales pero incorpora música vocal durante todo el año académico y está abierto a cantantes de todos los años en Luther. El Vocal Jazz Ensemble está abierto a todos los estudiantes y frecuentemente canta con los conjuntos instrumentales de jazz de Luther.
Symphony Orchestra, Jazz Orchestra, y Concert Band también se van de giras internacionales. La Symphony Orchestra visita y toca en Vienna cada cuatro años, y la Jazz Orchestra se ha ido de gira por el Caribe y Brasil. Concert Band va a Japón y China después del semestre de primavera cada cuatro años. Otros conjuntos instrumentales incluyen Chamber Orchestra, Philharmonia, Jazz Band, Varsity Band, Brass Ensemble, y Wind and Percussion Ensemble.
En este momento, la doctora Joan de Albuquerque dirige Concert Band, y el doctor Allen Hightower sucedió al doctor Craig Arnold (quien sucedió a Weston Noble) como director de las actividades corales y director del Nordic Choir. El doctor Daniel Baldwin dirige la Symphony Orchestra de Luther College, y el doctor Juan-Tony Guzmán dirige la Jazz Orchestra.
Los estudiantes de Luther también participan en unas orquestas de cámara estudiantiles guiadas por profesores, desde tríos de piano a un coro de flautas completo. Algunos de estos conjuntos incluyen el coro de esquilas Luther Ringers; el Trombone Choir de más de cuarenta miembros; cinco conjuntos pequeños de a capela guiados por los estudiantes; el Luther College Balalaika Ensemble; y el Luther Gospel Choir guiado por los estudiantes.
En 1996, el músico Dave Matthews apareció en concierto con Tim Reynolds en Luther College en el Center for Faith and Life, el sitio de su álbum Dave Matthews and Tim Reynolds Live at Luther College de 1999.
En 2002, el Empire Brass, con William Kuhlman, organista de la universidad, apareció en concierto y grabó un álbum, Baroque Music for Brass and Organ, en el Center for Faith and Life. En 2008, el músico Ben Folds apareció por la segunda vez en concierto en Luther College en el Center for Faith and Life.

## Estudios en el extranjero
Cada año, entre 400 y 500 estudiantes de Luther estudian en el extranjero. Luther clasifica entre las mejores universidades de pregrado en el país por el porcentaje de estudiantes que estudian en el extranjero antes de graduarse: más de dos tercios. A lo largo de los años, más de 150 profesores han liderado a los estudiantes de Luther en programas en más de 70 países.

## Deportes
Los equipos Luther Norse han sido miembros de la Iowa Intercollegiate Athletic Conference (conocida como Iowa Conference o IIAC) desde su fundación en 1922. Luther compite en 10 programas interuniversitarios atléticos de hombres y mujeres. Desde que se unió a la Iowa Conference, Luther ha ganado 237 títulos del IIAC.
Los atletas de la universidad han ganado trescientos diez honores de All-American y veintiuno han sido coronados campeones nacionales. Sesenta y dos han sido galardonados con el honor Academic All-American, y treinta y ocho han recibido la distinguida beca NCAA Postgraduate Scholarship.
Desde el curso 1993-1994, el primer año del galardón, los estudiantes-atletas han ganado 1.929 honores académicos “all-conference”. Para ganar honores académicos “all-conference”, se necesita un promedio académico de 3.5 (de 4.0), haber asistido a la universidad durante un año entero, y haber competido en un deporte universitario.
Cerca del 20 por ciento de estudiantes de Luther participa en uno de los 19 equipos universitarios. El 45 por ciento de los estudiantes participa en el programa de deportes intramurales de la universidad, que cubre la gama de vóleibol de arena al boliche en Wii. Outdoor Recreational Services es una ampliación del programa de Recreational Services en que los estudiantes y otro personal hacen actividades al aire libre como slacklining y kayak en el Upper Iowa River, y escalar rocas y rafting durante el receso de otoño.
| de hombres | de mujeres |
| --- | --- |
| - - fútbol americano - carrera campo a través - fútbol - baloncesto - lucha libre - natación y buceo - béisbol - tenis - golf - atletismo | - - carrera campo a través - fútbol - baloncesto - vóleibol - natación y buceo - sóftbol - tenis - golf - atletismo |

| de hombres                   | de mujeres                   |
| ---------------------------- | ---------------------------- |
| - - ultimate frisbee - rugby | - - ultimate frisbee - rugby |

### Instalaciones exteriores
Carlson Stadium: 5.000 asientos; campo de fútbol americano; una pista de 400-metros de poliuretano con ocho carriles y acceso de dos direcciones para salto con garrocha y todos los eventos de salto; dos círculos de lanzamiento de bala; jaula del lanzamiento de disco y martillo; y áreas multidireccionales de jabalina.
Otras instalaciones exteriores incluyen una pista de 400-metros para todas las estaciones, 12 canchas de tenis, los campos de béisbol y sófbol con banca cubierta, el campo de fútbol iluminado, la pista de campo a través, los terrenos de deportes intramurales, los senderos para caminar, el campo de rugby, el campo de práctica y putting green, el circuito de cuerdas altas, y un espacio para esquí de fondo.

### Instalaciones interiores
Regents Center Gymnasium: tres canchas de baloncesto de tamaño natural con capacidad de 2.600 asientos. Se usa para entrenamiento, partidos de vóleibol y baloncesto de hombres y mujeres, y es el sitio de competencia para la lucha libre. También los equipos Norse de baloncesto tienen acceso a una pista de tamaño natural de cedro en el gimnasio auxiliar y dos pistas de baloncesto en el Centro de Deportes y Recreación.
Centro de Deportes y Recreación: pista de 200-metros de poliuretano con seis carriles; pasarela peatonal elevada con acceso fácil y espacio para hasta 600 espectadores. Hay seis pistas de tenis, una instalación de entrenamiento de uso anual de béisbol, softbol, fútbol, tenis y fútbol americano.
Legends Fitness for Life Center: centro de entrenamiento de 10.000 pies cuadrados (930 metros cuadrados) con máquinas de acondicionamiento cardiovascular, pesas libres, máquinas de pesas, muro de escalar, aula de computación y área social.
El centro acuático incluye una piscina de 25 metros, 8 carriles con tanques de clavados de 1 metro y de 3 metros. Hay una zona poco profunda para lecciones de natación, clases de educación física adaptativa y aeróbicos acuáticos. También incluye trampolines de 3 metros, equipo de cadencia de última generación, un marcador grande con luces LED, y asientos para 280 espectadores. La piscina fue construida con los niveles de diseño LEED para cumplir la meta de sustentabilidad de Luther College. 

## Colaboradores
La traducción y edición de esta página fue un proyecto de la clase Español 303 (Luther College, semestre del otoño del 2016), integrada por Will Simonson, Elizabeth Glennon, Claire Eichhorn, Kaitlyn Buls, Michelle Brown, Noah Tiegs, Landon McNamer, Helen Johnson, Marri Saunders, Kaely Roeck, Morgan Kadinger, Sophie Haugland and Hanna Doerr. Fueron ayudados por los profesores Alfredo Alonso Estenoz, Nancy Gates Madsen y David Thompson.